# Diégonéfla
Diégonéfla è una città, sottoprefettura e comune della Costa d'Avorio, situata nel dipartimento di Oumé. Conta una popolazione di 75 167 abitanti (censimento 2014).